# Gourdon-Murat
Gourdon-Murat – miejscowość i gmina we Francji, w regionie Nowa Akwitania, w departamencie Corrèze.
Według danych na rok 1990 gminę zamieszkiwało 127 osób, a gęstość zaludnienia wynosiła 8 osób/km² (wśród 747 gmin Limousin Gourdon-Murat plasuje się na 491. miejscu pod względem liczby ludności, natomiast pod względem powierzchni na miejscu 422.).